# San Pietro Infine
San Pietro Infine ist eine italienische Gemeinde (comune) mit 788 Einwohnern (Stand 31. Dezember 2024) in der Provinz Caserta in Kampanien. Sie ist Bestandteil der Comunità Montana Monte Santa Croce. Die Gemeinde liegt etwa 52 Kilometer nordnordwestlich von Caserta und grenzt unmittelbar an die Provinzen Frosinone (Latium) und Isernia (Molise).

## Geschichte
Während des 4. und 3. vorchristlichen Jahrhunderts siedelten die Osker und Samniten in der Gegend, bis die römische Kolonisation ab dem zweiten samnitischen Krieg das Gebiet erreichte.
Im Zweiten Weltkrieg war die Gemeinde Schauplatz der Schlacht um San Pietro, über die der US-Regisseur John Huston einen bekannten Dokumentarfilm drehte.

## Verkehr
Durch die Gemeinde führt die Strada Statale 6 Via Casilina von Rom nach Pastorano. Der Bahnhof von San Pietro Infine liegt an der Bahnstrecke von Venafro nach Rocca d’Evandro.